# Casa Spadina
La casa Spadina es un museo histórico localizado en Toronto, Canadá. Es un sitio histórico nacional de Canadá.

## Historia
La primera casa se construyó en 1818 por el doctor William Warren Baldwin. Bautizó su propiedad de 81 hectáreas (200 acres) con el nombre de Spadina, palabra derivada del término ojibwa «espadinong», que se traduce como colina o elevación repentina del terreno. En 1866 la propiedad fue adquirida por James Austin, fundador de The Dominion Bank y Consumers Gas. Para ese entonces, partes de la propiedad ya habían sido vendidas y lo que Austin compró cubría 80 acres (32 ha).
En el siglo XIX y principios del XX, la zona era la más rica de Toronto, con varias familias importantes de la ciudad poseyendo grandes propiedades. Austin subdividió y vendió el terreno al oeste de Spadina Road en 1889, que ascendía a 16 hectáreas (40 acres). En 1892, James Austin cedió la casa y 8,1 hectáreas (20 acres) de la propiedad a su hijo, Albert William Austin. Albert Austin amplió la casa con varias renovaciones, incluyendo la adición de un tercer piso en 1912.